# 2011年のデイトナ24時間レース

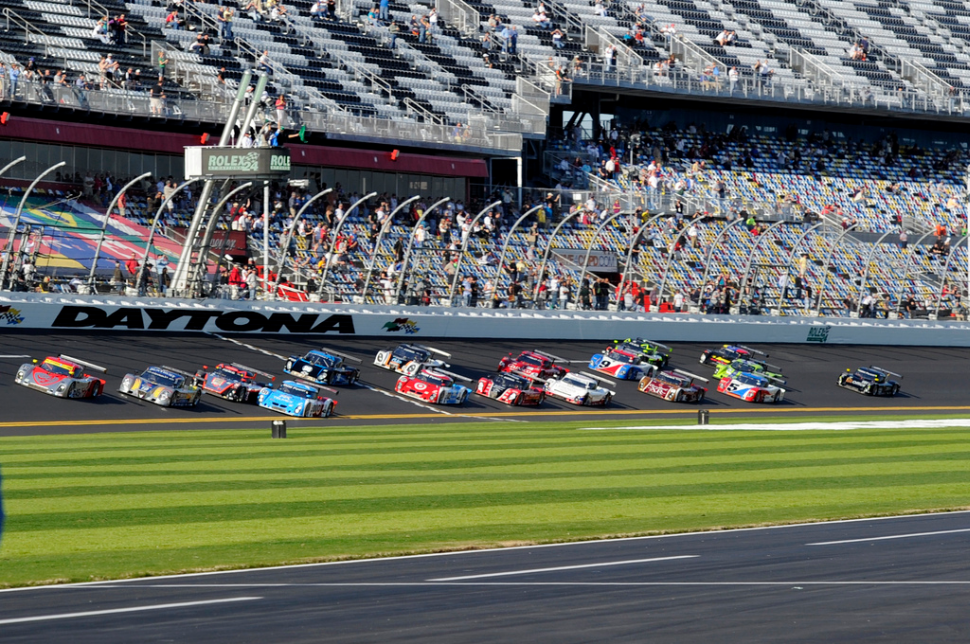
スタートの様子

2011年のデイトナ24時間レース（2011 Rolex 24 at Daytona）は、49回目のデイトナ24時間レース。2011年のロレックス・スポーツカーシリーズの開幕戦として、2011年1月29日から1月30日にかけてフロリダ州のデイトナ・インターナショナル・スピードウェイで行われた。テレビ放送はスピードチャンネルで14時間の生中継が行われた。

## 予選
デイトナ・プロトタイプのポールポジションはフライング・リサード・モータースポーツのヨルグ・ベルグマイスターが獲得した。ポルシェエンジンを搭載したライリー・テクノロジーズのシャシーで、タイムは1分40秒099であった。GTはTRGモータースポーツのポルシェ・911を駆るドミニック・ファーンバッハーが獲得し、タイムは1分48秒781であった。

## 決勝
総合優勝はデイトナ・プロトタイプのチップ・ガナッシ・レーシング、スコット・プルーエット、ミーモ・ロハス、グラハム・レイホール、ジョーイ・ハンド組で、2位も同チームのスコット・ディクソン、ダリオ・フランキッティ、ジェイミー・マクマレー、ファン・パブロ・モントーヤ組であった。この勝利はプルーエットにとって4回目のデイトナ24時間の勝利となった。チップ・ガナッシ・レーシングにとっては2010年のデイトナ500、2010年のインディ500、2010年のブリックヤード400に続く4冠となった。コ・ドライバーのレイホールにとっては、父親のボビー・レイホールが1981年に優勝して以来30年ぶりの勝利となった。
GTクラスはTRGモータースポーツ、67番車のアンディ・ラリー、スペンサー・パンペリー、ブレンダン・ゴーギャン、ヴォルフ・ヘンツラー、スティーヴン・バーソー組が2位に1周の差を付けて優勝した。
テレビ俳優のパトリック・デンプシーはGTカテゴリーにマツダ・RX-8に参加し、3位に入賞した。
レースでは重大事故は起こらなかったものの、早朝に濃霧が生じ、およそ3時間に渡って警告が発せられた。

## 結果

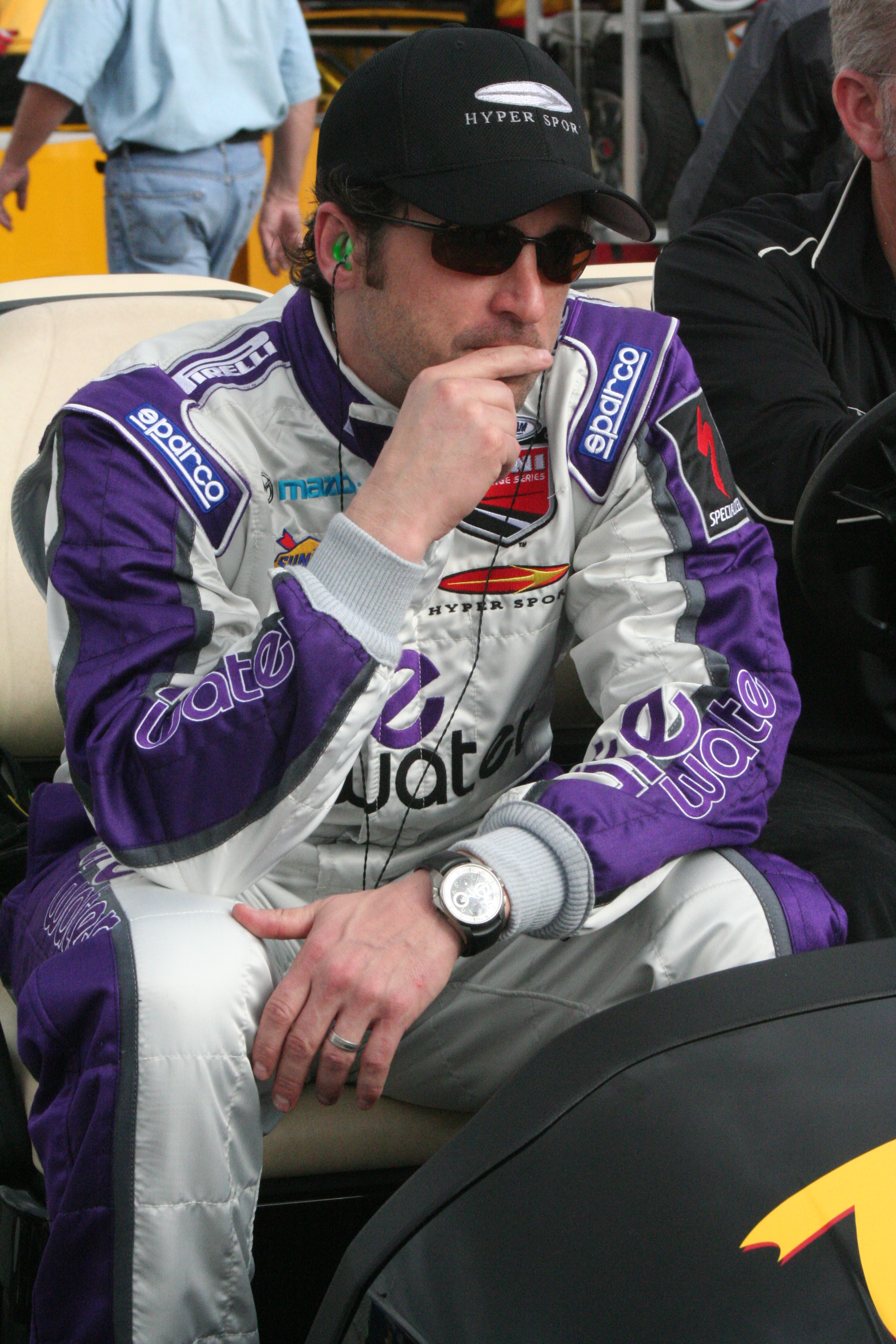
俳優のパトリック・デンプシー、2008年のデイトナ24時間で。GTクラスで3位に入賞した。

クラス優勝者は太字。
| 順位 | クラス | No | チーム                                                               | ドライバー | シャシー                    | 周回数 |
| 順位 | クラス | No | チーム                                                               | ドライバー | エンジン                    | 周回数 |
| ---- | ------ | -- | -------------------------------------------------------------------- | --- | --------------------------- | ------ |
| 1    | DP     | 01 | チップ・ガナッシ・レーシング・ウィズ・フェリックス・サバテス         | スコット・プルーエット ミーモ・ロハス グラハム・レイホール ジョーイ・ハンド                                    | ライリー                    | 721    |
| 1    | DP     | 01 | チップ・ガナッシ・レーシング・ウィズ・フェリックス・サバテス         | スコット・プルーエット ミーモ・ロハス グラハム・レイホール ジョーイ・ハンド                                    | BMW 5.0L V8                 | 721    |
| 2    | DP     | 02 | チップ・ガナッシ・レーシング・ウィズ・フェリックス・サバテス         | スコット・ディクソン ファン・パブロ・モントーヤ ダリオ・フランキッティ ジェイミー・マクマレー                  | ライリー                    | 721    |
| 2    | DP     | 02 | チップ・ガナッシ・レーシング・ウィズ・フェリックス・サバテス         | スコット・ディクソン ファン・パブロ・モントーヤ ダリオ・フランキッティ ジェイミー・マクマレー                  | BMW 5.0L V8                 | 721    |
| 3    | DP     | 9  | アクション・エクスプレス・レーシング                                 | テリー・ボーチェラー J.C.フランス ジョアン・バルボサ クリスチャン・フィッティパルディ マックス・パピス         | ライリー                    | 721    |
| 3    | DP     | 9  | アクション・エクスプレス・レーシング                                 | テリー・ボーチェラー J.C.フランス ジョアン・バルボサ クリスチャン・フィッティパルディ マックス・パピス         | ポルシェ (LBP) 5.0L V8      | 721    |
| 4    | DP     | 23 | ユナイテッド・オートスポーツ・ウィズ・マイケル・シャンク・レーシング | ザク・ブラウン マーク・パターソン マーク・ブランデル マーティン・ブランドル                                    | ライリー                    | 721    |
| 4    | DP     | 23 | ユナイテッド・オートスポーツ・ウィズ・マイケル・シャンク・レーシング | ザク・ブラウン マーク・パターソン マーク・ブランデル マーティン・ブランドル                                    | フォード 5.0L V8            | 721    |
| 5    | DP     | 10 | サントラスト・レーシング                                             | マックス・アンジェレッリ リッキー・テイラー ライアン・ブリスコー                                               | ダラーラ                    | 720    |
| 5    | DP     | 10 | サントラスト・レーシング                                             | マックス・アンジェレッリ リッキー・テイラー ライアン・ブリスコー                                               | シボレー 5.0L V8            | 720    |
| 6    | DP     | 76 | クローン・レーシング                                                 | トレーシー・クローン ニクラス・ジョンソン リカルド・ゾンタ ニコラ・ミナシアン                                  | ローラ B08/70               | 720    |
| 6    | DP     | 76 | クローン・レーシング                                                 | トレーシー・クローン ニクラス・ジョンソン リカルド・ゾンタ ニコラ・ミナシアン                                  | フォード 5.0L V8            | 720    |
| 7    | DP     | 6  | マイケル・シャンク・レーシング・ウィズ・カーブ/アガジャニアン        | A.J.アルメンディンガー マイケル・マクドウェル ジャスティン・ウィルソン                                         | ダラーラ                    | 719    |
| 7    | DP     | 6  | マイケル・シャンク・レーシング・ウィズ・カーブ/アガジャニアン        | A.J.アルメンディンガー マイケル・マクドウェル ジャスティン・ウィルソン                                         | フォード 5.0L V8            | 719    |
| 8    | DP     | 55 | レベル5モータースポーツ                                              | スコット・タッカー クリストフ・ブシュー ルイス・ディアス マーク・ウィルキンス                                  | ライリー                    | 717    |
| 8    | DP     | 55 | レベル5モータースポーツ                                              | スコット・タッカー クリストフ・ブシュー ルイス・ディアス マーク・ウィルキンス                                  | BMW 5.0L V8                 | 717    |
| 9    | DP     | 5  | アクション・エクスプレス・レーシング                                 | ダレン・ロウ デヴィッド・ダナヒュー バディ・ライス バート・フリッセール                                        | ライリー                    | 706    |
| 9    | DP     | 5  | アクション・エクスプレス・レーシング                                 | ダレン・ロウ デヴィッド・ダナヒュー バディ・ライス バート・フリッセール                                        | ポルシェ (LBP) 5.0L V8      | 706    |
| 10   | DP     | 60 | マイケル・シャンク・レーシング                                       | ジョン・ヒュー オスワルド・ネグリ マルク・ホーセンス マイケル・バリアンテ                                      | ライリー                    | 706    |
| 10   | DP     | 60 | マイケル・シャンク・レーシング                                       | ジョン・ヒュー オスワルド・ネグリ マルク・ホーセンス マイケル・バリアンテ                                      | フォード 5.0L V8            | 706    |
| 11   | DP     | 95 | レベル5モータースポーツ                                              | スコット・タッカー ライアン・ハンター＝レイ リチャード・ウェストブルック ラファエル・マトス                    | ライリー                    | 703    |
| 11   | DP     | 95 | レベル5モータースポーツ                                              | スコット・タッカー ライアン・ハンター＝レイ リチャード・ウェストブルック ラファエル・マトス                    | BMW 5.0L V8                 | 703    |
| 12   | GT     | 67 | TRGモータースポーツ                                                  | スティーヴン・バーソー ブレンダン・ゴーギャン ヴォルフ・ヘンツラー アンディ・ラリー スペンサー・パンペリー     | ポルシェ・997 GT3 Cup       | 685    |
| 12   | GT     | 67 | TRGモータースポーツ                                                  | スティーヴン・バーソー ブレンダン・ゴーギャン ヴォルフ・ヘンツラー アンディ・ラリー スペンサー・パンペリー     | ポルシェ 3.8L Flat-6        | 685    |
| 13   | GT     | 48 | ポール・ミラー・レーシング                                           | ブライス・ミラー ティム・サグデン ブライアン・セラーズ ロバート・ベル                                          | ポルシェ・997 GT3 Cup       | 684    |
| 13   | GT     | 48 | ポール・ミラー・レーシング                                           | ブライス・ミラー ティム・サグデン ブライアン・セラーズ ロバート・ベル                                          | ポルシェ 3.8L Flat-6        | 684    |
| 14   | GT     | 40 | デンプシー・レーシング                                               | ジョー・フォスター パトリック・デンプシー チャールズ・エスペンローブ トム・ロング                              | マツダ・RX-8                | 681    |
| 14   | GT     | 40 | デンプシー・レーシング                                               | ジョー・フォスター パトリック・デンプシー チャールズ・エスペンローブ トム・ロング                              | マツダ 2.0L 3ローター       | 681    |
| 15   | DP     | 99 | GAINSCO/ボブ・ストーリングス・レーシング                             | ジョン・フォガーティ アレックス・ガーニー ジミー・ジョンソン                                                   | ライリー                    | 679    |
| 15   | DP     | 99 | GAINSCO/ボブ・ストーリングス・レーシング                             | ジョン・フォガーティ アレックス・ガーニー ジミー・ジョンソン                                                   | シボレー 5.0L V8            | 679    |
| 16   | GT     | 44 | マグナス・レーシング                                                 | ジョン・ポッター クレイグ・スタントン リヒャルト・リーツ マルコ・ホルツァー                                    | ポルシェ・997 GT3 Cup       | 675    |
| 16   | GT     | 44 | マグナス・レーシング                                                 | ジョン・ポッター クレイグ・スタントン リヒャルト・リーツ マルコ・ホルツァー                                    | ポルシェ 3.8L Flat-6        | 675    |
| 17   | GT     | 59 | ブルモス・レーシング                                                 | ハーレイ・ヘイウッド アンドリュー・デイヴィス レフ・キーン マルク・リープ                                      | ポルシェ・997 GT3 Cup       | 673    |
| 17   | GT     | 59 | ブルモス・レーシング                                                 | ハーレイ・ヘイウッド アンドリュー・デイヴィス レフ・キーン マルク・リープ                                      | ポルシェ 3.8L Flat-6        | 673    |
| 18   | GT     | 70 | スピードソース                                                       | ジョン・エドワーズ シルヴァイン・トレンブライ アダム・クリストドウロウ ジョナサン・ボマリト                    | マツダ・RX-8                | 670    |
| 18   | GT     | 70 | スピードソース                                                       | ジョン・エドワーズ シルヴァイン・トレンブライ アダム・クリストドウロウ ジョナサン・ボマリト                    | マツダ 2.0L 3ローター       | 670    |
| 19   | GT     | 42 | チーム・サーレン                                                     | ウィル・ノナメーカー ウェイン・ノナメーカー ジョー・ノナメーカー ミーモ・ギドリー                              | マツダ・RX-8                | 661    |
| 19   | GT     | 42 | チーム・サーレン                                                     | ウィル・ノナメーカー ウェイン・ノナメーカー ジョー・ノナメーカー ミーモ・ギドリー                              | マツダ 2.0L 3ローター       | 661    |
| 20   | GT     | 4  | TRGモータースポーツ                                                  | ライアン・エバースレイ ダニエル・グラーエフ ケニー・ウォレス ロン・ヤラブ Jr リチャード・ザーン Jr             | ポルシェ・997 GT3 Cup       | 659    |
| 20   | GT     | 4  | TRGモータースポーツ                                                  | ライアン・エバースレイ ダニエル・グラーエフ ケニー・ウォレス ロン・ヤラブ Jr リチャード・ザーン Jr             | ポルシェ 3.8L Flat-6        | 659    |
| 21   | GT     | 18 | ミュールナー・モータースポーツ                                       | マーク・トーマス ピーター・ルドウィック ディオン・フォン・モルトケ コリー・フリードマン                        | ポルシェ・997 GT3 Cup       | 655    |
| 21   | GT     | 18 | ミュールナー・モータースポーツ                                       | マーク・トーマス ピーター・ルドウィック ディオン・フォン・モルトケ コリー・フリードマン                        | ポルシェ 3.8L Flat-6        | 655    |
| 22   | DP     | 45 | フライング・リサード・モータースポーツ                               | パトリック・ロング ヨルグ・ベルグマイスター セス・ネイマン ヨハネス・ヴァン・オーヴァービーク                  | ライリー Mk. XI             | 654    |
| 22   | DP     | 45 | フライング・リサード・モータースポーツ                               | パトリック・ロング ヨルグ・ベルグマイスター セス・ネイマン ヨハネス・ヴァン・オーヴァービーク                  | ポルシェ 4.0L Flat-6        | 654    |
| 23   | GT     | 41 | デンプシー・レーシング                                               | ジェームズ・ギュー デーン・キャメロン イアン・ジェームズ デイヴ・レイシー                                      | マツダ・RX-8                | 650    |
| 23   | GT     | 41 | デンプシー・レーシング                                               | ジェームズ・ギュー デーン・キャメロン イアン・ジェームズ デイヴ・レイシー                                      | マツダ 2.0L 3ローター       | 650    |
| 24   | DP     | 90 | スピリット・オブ・デイトナ・レーシング                               | アントニオ・ガルシア ポール・エドワーズ サッシャ・マーセン                                                     | コヨーテ                    | 649    |
| 24   | DP     | 90 | スピリット・オブ・デイトナ・レーシング                               | アントニオ・ガルシア ポール・エドワーズ サッシャ・マーセン                                                     | シボレー 5.0L V8            | 649    |
| 25   | GT     | 47 | リック・ウェアー・レーシング                                         | ジェフリー・アーンハート スコット・モンロー ダグ・ハーリントン モーリス・ハル ブレット・サンドバーグ           | ポルシェ・997 GT3 Cup       | 635    |
| 25   | GT     | 47 | リック・ウェアー・レーシング                                         | ジェフリー・アーンハート スコット・モンロー ダグ・ハーリントン モーリス・ハル ブレット・サンドバーグ           | ポルシェ 3.8L Flat-6        | 635    |
| 26   | GT     | 57 | スティーヴンソン・モータースポーツ                                   | ロビン・リデル ロニー・ブレマー ヤン・マグヌッセン                                                             | シボレー・カマロ GT.R       | 629    |
| 26   | GT     | 57 | スティーヴンソン・モータースポーツ                                   | ロビン・リデル ロニー・ブレマー ヤン・マグヌッセン                                                             | シボレー 6.0L V8            | 629    |
| 27   | GT     | 66 | TRGモータースポーツ                                                  | ドミニク・ファーンバッハー ティム・ジョージ Jr ベン・キーティング ルーカス・ルーア                             | ポルシェ・997 GT3 Cup       | 612    |
| 27   | GT     | 66 | TRGモータースポーツ                                                  | ドミニク・ファーンバッハー ティム・ジョージ Jr ベン・キーティング ルーカス・ルーア                             | ポルシェ 3.8L Flat-6        | 612    |
| 28   | GT     | 88 | オートハウス・モータースポーツ                                       | ジョーダン・テイラー ビル・レスター ジョニー・オコーネル マシュー・マーシュ                                    | シボレー・カマロ GT.R       | 607    |
| 28   | GT     | 88 | オートハウス・モータースポーツ                                       | ジョーダン・テイラー ビル・レスター ジョニー・オコーネル マシュー・マーシュ                                    | シボレー 6.0L V8            | 607    |
| 29   | GT     | 81 | ドラゴンスピード                                                     | コート・ワグナー フレッド・プアーダッド ダグ・バロン ニック・ジョーンズ                                        | フェラーリ・F430 チャレンジ | 588    |
| 29   | GT     | 81 | ドラゴンスピード                                                     | コート・ワグナー フレッド・プアーダッド ダグ・バロン ニック・ジョーンズ                                        | フェラーリ 4.3L V8          | 588    |
| 30   | GT     | 54 | TRGモータースポーツ/ブラックスワン・レーシング/GMGレーシング         | ジェロエン・ブリークモレン ティム・パパス パトリック・ピレ ジェームズ・ソフロナス                              | ポルシェ・997 GT3 Cup       | 578    |
| 30   | GT     | 54 | TRGモータースポーツ/ブラックスワン・レーシング/GMGレーシング         | ジェロエン・ブリークモレン ティム・パパス パトリック・ピレ ジェームズ・ソフロナス                              | ポルシェ 3.8L Flat-6        | 578    |
| 31   | DP     | 2  | スターワークス・モータースポーツ                                     | エンツォ・ポトリッチオ アレックス・ポポウ ロマン・イアネッタ E.J.ヴィソ                                        | ライリー                    | 577    |
| 31   | DP     | 2  | スターワークス・モータースポーツ                                     | エンツォ・ポトリッチオ アレックス・ポポウ ロマン・イアネッタ E.J.ヴィソ                                        | フォード 5.0L V8            | 577    |
| 32   | GT     | 94 | ターナー・モータースポーツ                                           | ビル・オーバーレン ボリス・セッド ポール・デラ・ラナ マット・プラム                                            | BMW・M3                     | 565    |
| 32   | GT     | 94 | ターナー・モータースポーツ                                           | ビル・オーバーレン ボリス・セッド ポール・デラ・ラナ マット・プラム                                            | BMW 5.0L V8                 | 565    |
| 33   | DP     | 8  | スターワークス・モータースポーツ                                     | マイク・フォレスト ライアン・ダルジール ジム・ロウ コリン・ブラウン トーマス・エンゲ                           | ライリー                    | 552    |
| 33   | DP     | 8  | スターワークス・モータースポーツ                                     | マイク・フォレスト ライアン・ダルジール ジム・ロウ コリン・ブラウン トーマス・エンゲ                           | フォード 5.0L V8            | 552    |
| 34   | GT     | 63 | チーム スペンサー・モータースポーツ                                  | リッチ・グラップ デヴィッド・マレー ジム・ダウニング オーウェン・トリンクラー                                  | マツダ・RX-8                | 544    |
| 34   | GT     | 63 | チーム スペンサー・モータースポーツ                                  | リッチ・グラップ デヴィッド・マレー ジム・ダウニング オーウェン・トリンクラー                                  | マツダ 2.0L 3ローター       | 544    |
| 35   | GT     | 65 | クリス・スミス・レーシング                                           | ビル・スウィードラー シェーン・ルイス トム・シーハン ミッチ・パジェリー                                        | ポルシェ・997 GT3 Cup       | 495    |
| 35   | GT     | 65 | クリス・スミス・レーシング                                           | ビル・スウィードラー シェーン・ルイス トム・シーハン ミッチ・パジェリー                                        | ポルシェ 3.8L Flat-6        | 495    |
| 36   | GT     | 30 | レーサーズ・エッジ・モータースポーツ                                 | スコット・レティッチ マーク・ジェンセン マイケル・マーサル ゲーリー・ジェンセン ジェイド・バフォード           | マツダ・RX-8                | 453    |
| 36   | GT     | 30 | レーサーズ・エッジ・モータースポーツ                                 | スコット・レティッチ マーク・ジェンセン マイケル・マーサル ゲーリー・ジェンセン ジェイド・バフォード           | マツダ 2.0L 3ローター       | 453    |
| 37   | GT     | 53 | TRGモータースポーツ/ナデュー・モータースポーツ                       | ジム・マイケリアン ボブ・ドイル コールター・マリガン ジョー・カステラノ ケン・ドブソン                         | ポルシェ・997 GT3 Cup       | 423    |
| 37   | GT     | 53 | TRGモータースポーツ/ナデュー・モータースポーツ                       | ジム・マイケリアン ボブ・ドイル コールター・マリガン ジョー・カステラノ ケン・ドブソン                         | ポルシェ 3.8L Flat-6        | 423    |
| 38   | GT     | 32 | PR1モータースポーツ                                                  | デヴィッド・チェン トム・パパドポウロス ライアン・ルイス マックス・ハイアット                                  | BMW・M6                     | 402    |
| 38   | GT     | 32 | PR1モータースポーツ                                                  | デヴィッド・チェン トム・パパドポウロス ライアン・ルイス マックス・ハイアット                                  | BMW 5.0L V8                 | 402    |
| 39   | GT     | 07 | バナー・レーシング                                                   | ブルース・レドウー エリック・カーラン ギュンター・スカルダック オリバー・ギャビン                              | シボレー・カマロ GT.R       | 398    |
| 39   | GT     | 07 | バナー・レーシング                                                   | ブルース・レドウー エリック・カーラン ギュンター・スカルダック オリバー・ギャビン                              | シボレー 6.0L V8            | 398    |
| 40   | GT     | 17 | バーティン・レーシング                                               | クラウディオ・バーティン マーティン・ラギンジャー ニック・タンディ ニコラス・アルミンド                        | ポルシェ・997 GT3 Cup       | 378    |
| 40   | GT     | 17 | バーティン・レーシング                                               | クラウディオ・バーティン マーティン・ラギンジャー ニック・タンディ ニコラス・アルミンド                        | ポルシェ 3.8L Flat-6        | 378    |
| 41   | GT     | 22 | バレット・レーシング                                                 | ダリル・オーヤン ジェームズ・ウォーカー ブライアン・ウォン エリック・ラックス                                  | ポルシェ・997 GT3 Cup       | 328    |
| 41   | GT     | 22 | バレット・レーシング                                                 | ダリル・オーヤン ジェームズ・ウォーカー ブライアン・ウォン エリック・ラックス                                  | ポルシェ 3.8L Flat-6        | 328    |
| 42   | DP     | 77 | ドラン・レーシング                                                   | ブライアン・フリッセール ヘンリ・リチャード マット・ベル ロス・カイザー                                        | ダラーラ                    | 312    |
| 42   | DP     | 77 | ドラン・レーシング                                                   | ブライアン・フリッセール ヘンリ・リチャード マット・ベル ロス・カイザー                                        | フォード 5.0L V8            | 312    |
| 43   | GT     | 56 | ベネット・レーシング                                                 | マイク・スキーン ジャン＝フランソワ・デュムラン マイケル・デヴィッドソン グリン・ゲッディー ダン・ハーリントン | フェラーリ・F430 チャレンジ | 286    |
| 43   | GT     | 56 | ベネット・レーシング                                                 | マイク・スキーン ジャン＝フランソワ・デュムラン マイケル・デヴィッドソン グリン・ゲッディー ダン・ハーリントン | フェラーリ 4.3L V8          | 286    |
| 44   | DP     | 7  | スターワークス・モータースポーツ                                     | ダグ・ピーターソン R.J.ヴァレンティン ジェレッド・バイヤー スコット・メイヤー ヤン・ヘイレン                   | ライリー                    | 215    |
| 44   | DP     | 7  | スターワークス・モータースポーツ                                     | ダグ・ピーターソン R.J.ヴァレンティン ジェレッド・バイヤー スコット・メイヤー ヤン・ヘイレン                   | フォード 5.0L V8            | 215    |
| 45   | GT     | 69 | スピードソース                                                       | エミル・アッセンタト ジェフ・シーガル ニック・ハム アンソニー・ラザロ                                          | マツダ・RX-8                | 202    |
| 45   | GT     | 69 | スピードソース                                                       | エミル・アッセンタト ジェフ・シーガル ニック・ハム アンソニー・ラザロ                                          | マツダ 2.0L 3ローター       | 202    |
| 46   | GT     | 43 | チーム・サーレン                                                     | ジョー・サーレン                                                                                               | マツダ・RX-8                | 124    |
| 46   | GT     | 43 | チーム・サーレン                                                     | ジョー・サーレン                                                                                               | マツダ 2.0L 3ローター       | 124    |
| 47   | GT     | 36 | イエロードラゴン・モータースポーツ                                   | テイラー・ヘクアード クリス・カミング マイケル・ミラー ジャスティン・マークス                                  | マツダ・RX-8                | 122    |
| 47   | GT     | 36 | イエロードラゴン・モータースポーツ                                   | テイラー・ヘクアード クリス・カミング マイケル・ミラー ジャスティン・マークス                                  | マツダ 2.0L 3ローター       | 122    |
| 48   | GT     | 86 | ミッチャム・モータースポーツ                                         | ジョーイ・アターバリー クーパー・マクニール ランディ・ポブスト デレク・ホイッティス                            | ポルシェ・997 GT3 Cup       | 121    |
| 48   | GT     | 86 | ミッチャム・モータースポーツ                                         | ジョーイ・アターバリー クーパー・マクニール ランディ・ポブスト デレク・ホイッティス                            | ポルシェ 3.8L Flat-6        | 121    |

## 参照
1. ↑  “SunTrust Racing: 49th Rolex 24 At Daytona Preview”.   The Auto Channel (January. 27 2011). 2011年1月30日閲覧。
2. ↑  “2011 Rolex Series: GRAND-AM Rolex Sports Car Series Schedule”.   Grand-Am Road Racing. 2010年12月29日時点のオリジナルよりアーカイブ。2011年1月30日閲覧。
3. ↑  Harris, David (2011年1月12日). “GRAND-AM: SPEED Set For 14 Hours Of Live Rolex 24 Coverage”.   SPEED Channel. 2011年1月31日閲覧。
4. 1 2  “Bergmeister Captures Pole for Rolex 24 At Daytona”.   Daytona International Speedway (2011年1月27日). 2011年1月31日閲覧。
5. 1 2 3  Spencer, Reid (2011年1月30日). “Pruett delivers Rolex 24 win for Ganassi”.   The Sporting News. 2011年1月31日閲覧。
6. ↑  Dagys, John (2011年1月30日). “ROLEX 24: Ganassi Goes Big With Rolex 1-2”.   Speed Channel. 2011年1月30日閲覧。
7. ↑  “Chip Slams Them, Wins Rolex 24 at Daytona”.   Grand-Am Road Racing (2011年1月30日). 2011年1月31日閲覧。
8. ↑  “Results from the 2011 Rolex 24 At Daytona”.   Daytona International Speedway (2011年1月30日). 2011年1月30日閲覧。
9. ↑  “Rolex 24 At Daytona Entry List”.   Grand-Am Road Racing (2011年1月30日). 2010年12月29日時点のオリジナルよりアーカイブ。2011年1月31日閲覧。

| ロレックス・スポーツカーシリーズ | ロレックス・スポーツカーシリーズ | ロレックス・スポーツカーシリーズ |
| -------------------------------- | -------------------------------- | -------------------------------- |
| 前戦 無し                        | 2011年シーズン                   | 次戦 グランプリ・オブ・マイアミ  |